# Dème de Katsanochória
Le dème de Katsanochória, en grec moderne : Δήμος Κατσανοχωρίων / Dímos Katsanochoríon, est un ancien dème du district régional de Ioánnina, en Épire, Grèce. Depuis 2010, il est fusionné au sein du dème des Tzoumérka-du-Nord.
Selon le recensement de 2011, la population du dème compte 2 181 habitants.